# Joan Cardona i Lladós
Joan Cardona i Lladós (Barcelona, 30 de juny de 1877 – 16 de setembre de 1958) va ésser un pintor i dibuixant que col·laborà en nombroses revistes catalanes i europees.
Residí molts anys a París, on exposà repetidament als Salons d'Automne, des Orientalistes, de la Societé des Beaux-Arts, entre 1904 i 1913. El seu estil colorista, al servei de temes del París nocturn i del folklore hispànic que li reclamava el mercat europeu, té nombrosos punts de contacte amb l'obra de Xavier Gosé i Hermen Anglada i Camarasa.
Era fill de Josep Cardona i Tarré, nascut a Sant Salvador de Toló, i de Maria Lladós i Vidal (Isona 1853-Barcelona 1935). La seva mare es va casar en segones núpcies amb Lleó Farré i Duró, i el seu germanastre, Rafael Farré i Lladós, va ser violinista.
La seva germana Consol Cardona i Lladós es va casar amb Ricard Opisso i Sala.
En algunes ressenyes se l'ha confós amb el pintor Joan Cardona i Tió (Tortosa, c. 1873 – Madrid, 1903).